# جلگه سده
جلگه سده روستایی در دهستان سده بخش سده شهرستان قائنات استان خراسان جنوبی ایران است. بر پایه سرشماری عمومی نفوس و مسکن در سال ۱۳۹۰ جمعیت این روستا ۲۲۶ نفر (در ۷۵ خانوار) بوده‌است.